# Дессенхейм
Дессенхейм (фр. Dessenheim) — коммуна на северо-востоке Франции в регионе Гранд-Эст (бывший Эльзас — Шампань — Арденны — Лотарингия), департамент Верхний Рейн, округ Кольмар — Рибовилле, кантон Энсисем. До марта 2015 года коммуна административно входила в состав упразднённого кантона Нёф-Бризак (округ Кольмар). Этнохороним — жителей коммуны называют дессенхеймовцами.

## История
В Дессенхейме в 1976, 1979, 1984 и 2006 годах проходил конкурс Мисс Эльзас.

## География
- Является сельскохозяйственным районом Эльзаса.
- Расположен на высоте в 200 метров над уровнем моря.
- Микроклимат мягкий, равнинный, количество осадков ниже 480 мм в год.
- На глубине в 7 метров есть подземные воды одного из крупнейших водоносных горизонтов в Европе, тянущийся из-за гор Jura вдоль Рейна.
- Климатические и геологические условия региона позволяют выращивать пальмы, например, Trachycarpus fortunei, которая может достигать нескольких метров в высоту (её видно из Oberssasheim или Kunheim напротив ратуши).

Площадь коммуны — 19,16 км², население — 1143 человека (2006) с выраженной тенденцией к росту: 1277 человек (2012), плотность населения — 66,7 чел/км².

## Администрация
| Перечень мэров города         | Перечень мэров города | Перечень мэров города | Перечень мэров города |
| Период                        | Период                | Персона               | Партия                |
| ----------------------------- | --------------------- | --------------------- | --------------------- |
| март 2008 г.                  | 2014 г.               | M. Francis Foechterlé |                       |
| март 2001 г.                  | март 2008 г.          | M. Bernard Boehly     |                       |
| июнь 1995 г.                  | март 2001 г.          | M. Francis Foechterlé |                       |
| Полные данные пока неизвестны |                       |                       |                       |

## Население
Численность населения коммуны в 2011 году составляла 1234 человека, а в 2012 году — 1277 человек.
| 1962 | 1968 | 1975 | 1982 | 1990 | 1999 | 2006 | 2011 | 2012 |
| ---- | ---- | ---- | ---- | ---- | ---- | ---- | ---- | ---- |
| 698  | 756  | 817  | 830  | 928  | 1050 | 1143 | 1234 | 1277 |

Динамика населения:

## Экономика
В 2010 году из 812 человек трудоспособного возраста (от 15 до 64 лет) 633 были экономически активными, 179 — неактивными (показатель активности 78,0 %, в 1999 году — 73,0 %). Из 633 активных трудоспособных жителей работали 591 человек (322 мужчины и 269 женщин), 42 числились безработными (21 мужчина и 21 женщина). Среди 179 трудоспособных неактивных граждан 68 были учениками либо студентами, 57 — пенсионерами, а ещё 54 — были неактивны в силу других причин.
На протяжении 2011 года в коммуне числилось 473 облагаемых налогом домохозяйства, в которых проживало 1230,5 человек. При этом медиана доходов составила 20736 евро на одного налогоплательщика.

## Достопримечательности (фотогалерея)
Примерно на полпути между Дессенхеймом и Rustenhart в том же месте, где 4 февраля 1945 года был сбит и умер командир Edmond Marin la Meslée, летевший на борту P-47 Thunderbolt, накануне его 33-го дня рождения в 1946 году был построен и установлен на надгробии мемориал в виде огромной каменной пятиконечной звезды тридцати футов в диаметре.

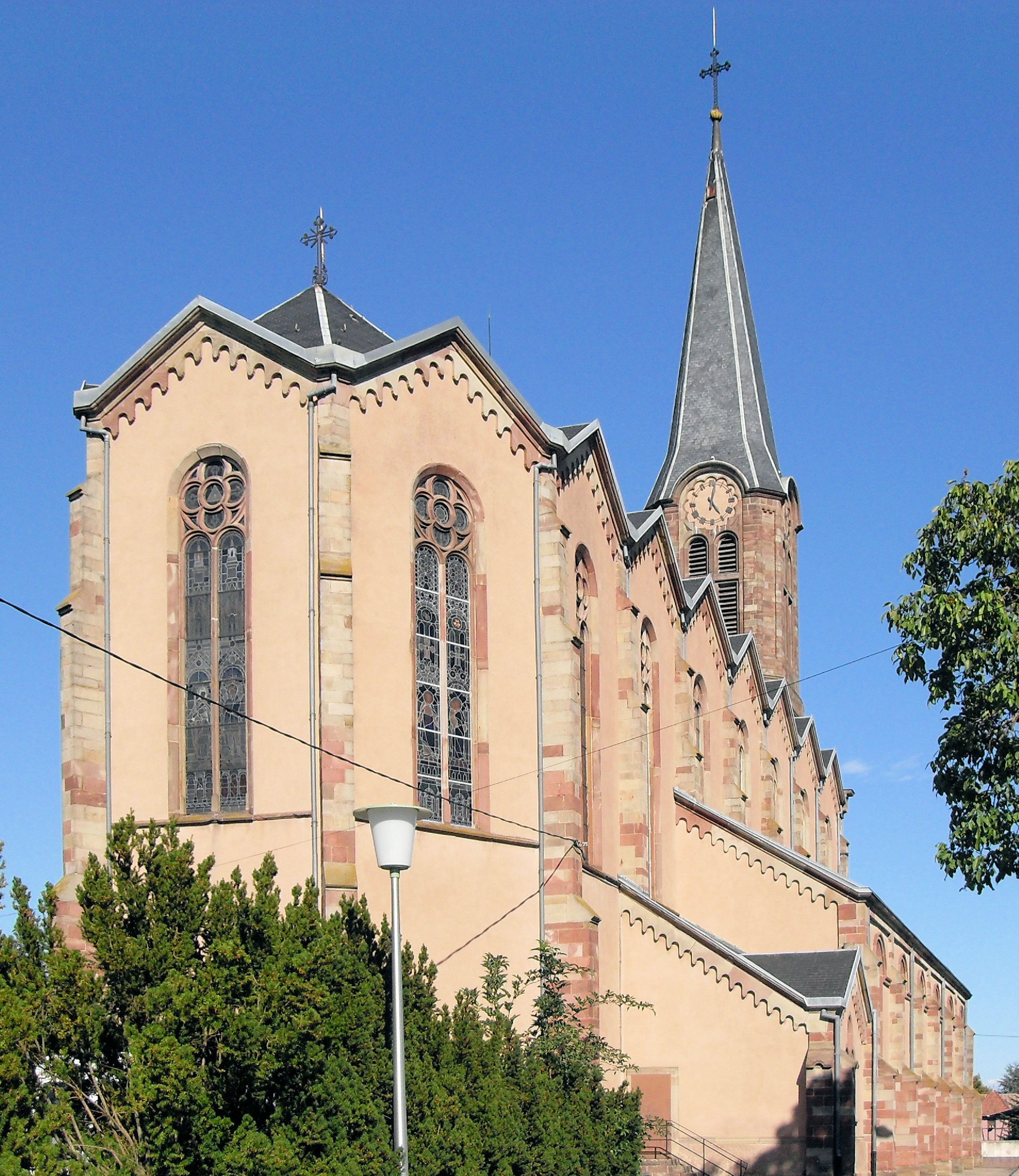
Церковь
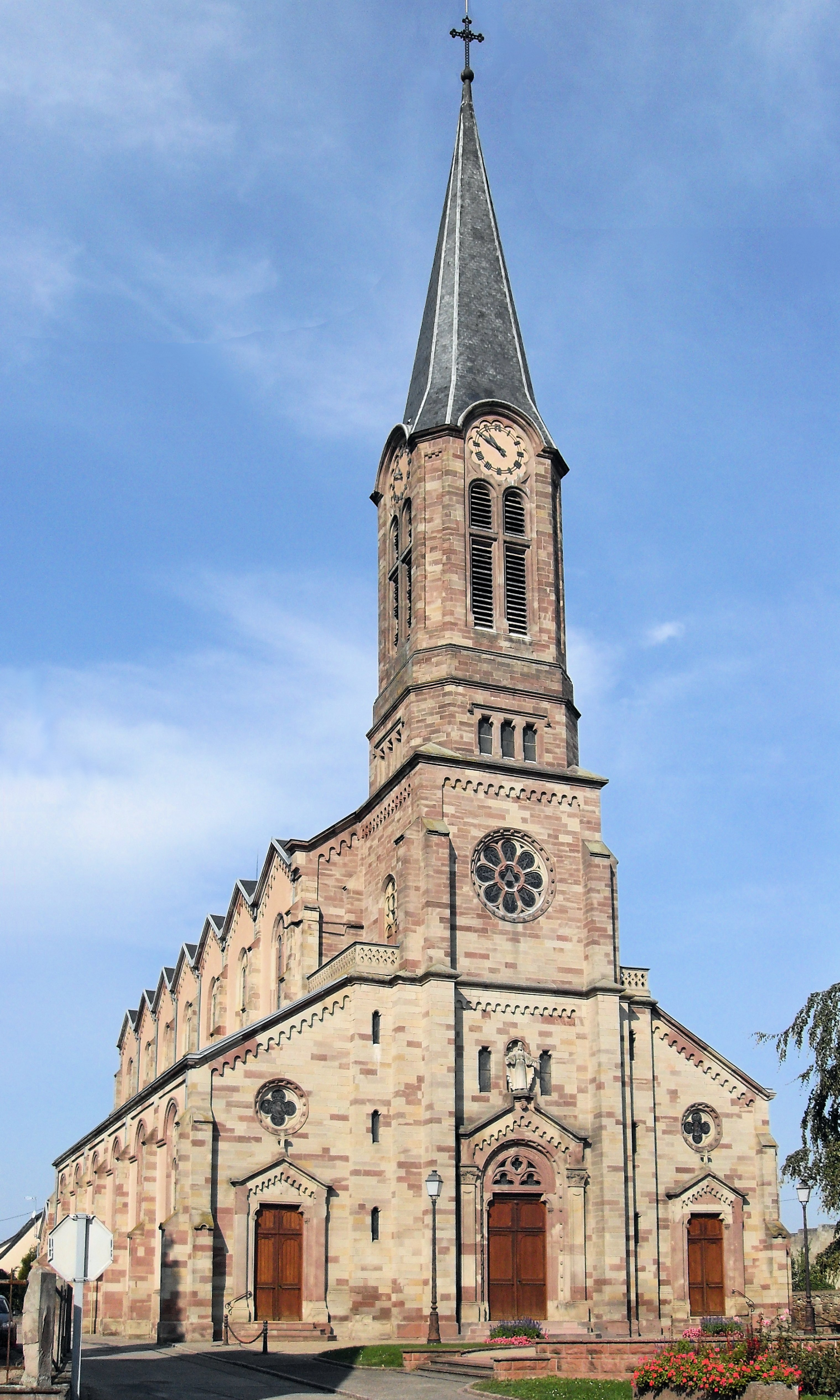
Колокольня
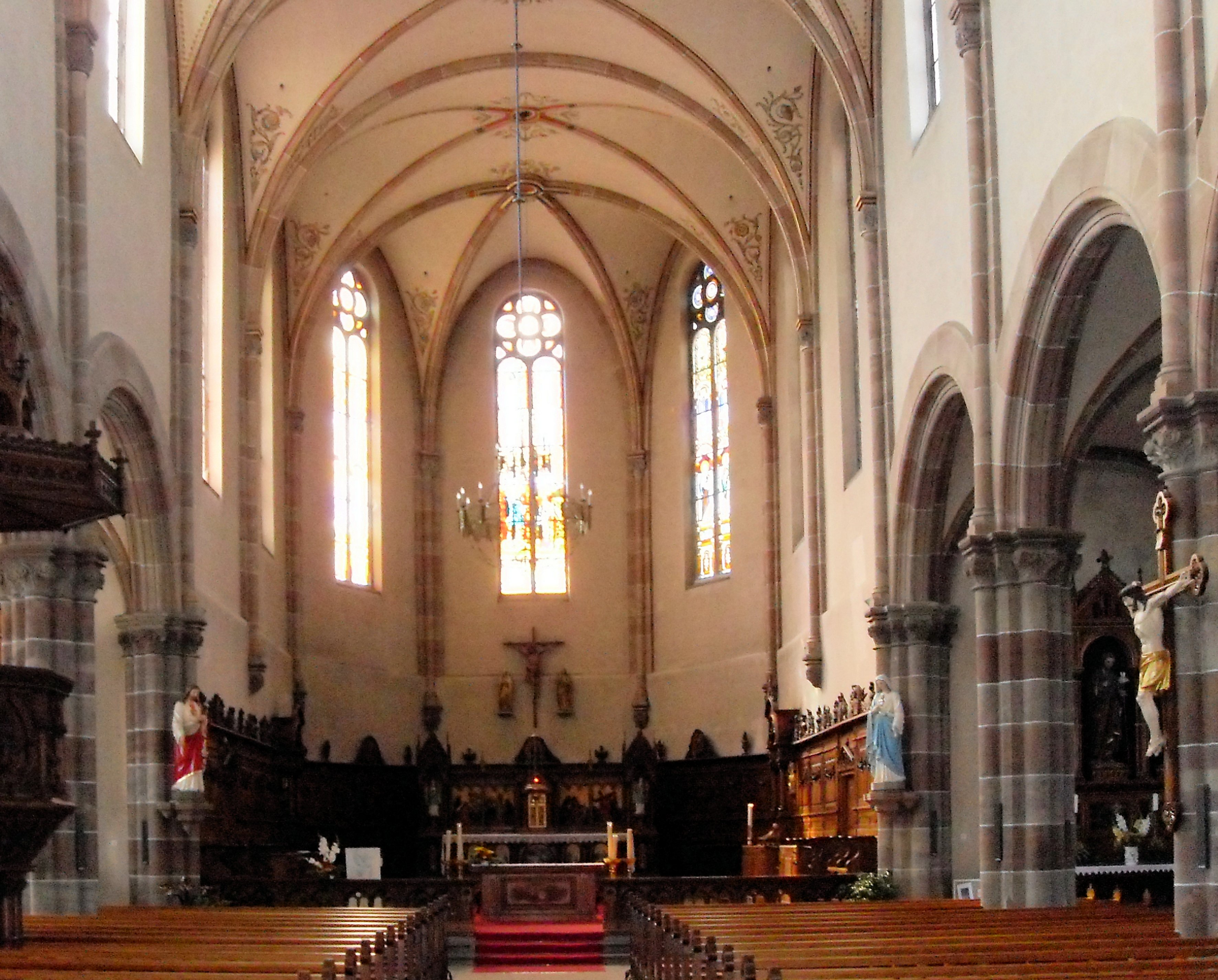
Интерьер

## Известные персоналии

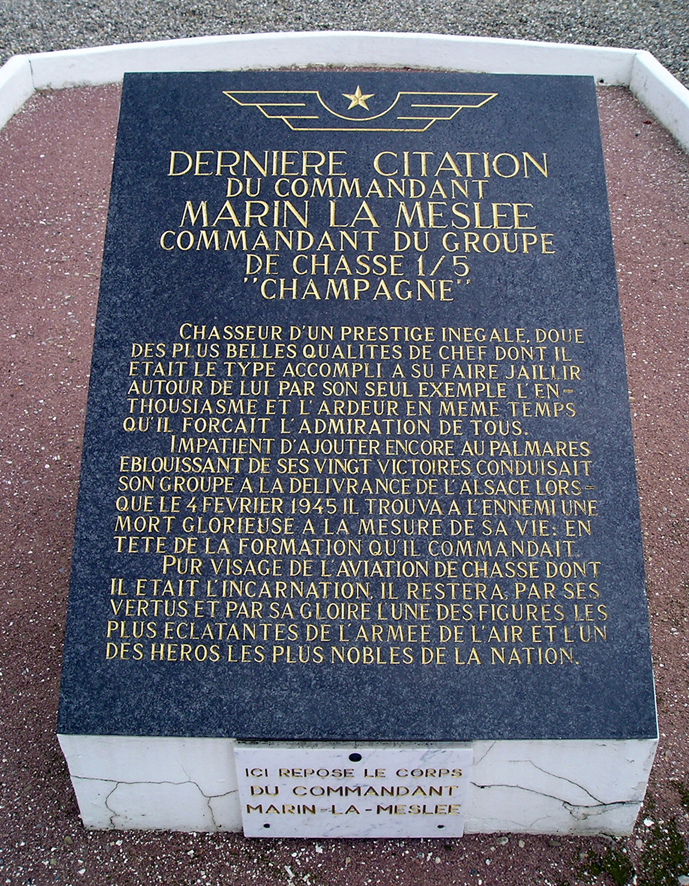
Могила командира Edmond Marin la Meslée (1912—1945), сбитого зенитным огнём 5 февраля 1945 года.

- Командир Edmond Marin la Meslée, воевавший за Францию и погибший 4 февраля 1945 года.
- Gilbert Meyer, эльзасский политик, родившийся 26 декабря 1941 г.

## Города-побратимы
- Cocumont (Ло и Гаронна)